# Senat del Brasil
El Senat Federal del Brasil és la cambra alta del Congrés Nacional del Brasil. Va ser creat junt amb la primera constitució de l'Imperi del Brasil, atorgada el 1824. S'inspirava en la Cambra dels Lords del Regne Unit, però amb la república es va adoptar un model similar al del senat dels Estats Units. És presidit des de desembre de 2007 per Garibaldi Alves Filho.

## Composició
El senat té 81 senadors, 3 per cada unitat federativa que compon el Brasil. Els senadors són elegits per un mandat de vuit anys havent-hi eleccions cada quatre anys, renovant-se primer un terç i quatre anys després la resta. Les eleccions es realitzen des de 1994 al mateix temps que les presidencials i les estatals.

## Membres
En les eleccions generals del 2006 va ser elegida la següent composició de senadors:
| Composició del Senat per al 2007                                                      |          |                 |
| Partit                                                                                | Senadors | Elegits el 2006 |
| Partit del Front Liberal (Partido dona Front Liberal)                                 | 18       | 6               |
| Partido do Movimento Democrático Brasileiro (Partit del Moviment Democràtic Brasiler) | 25       | 4               |
| Partido da Social Democracia Brasileira                                               | 15       | 5               |
| Partido dos Trabalhadores                                                             | 11       | 2               |
| Partit Democràtic Laborista (Partit Democràtic Trabalhista)                           | 5        | 1               |
| Partit Laborista Brasiler (Partito Trabalhista Brasileiro)                            | 4        | 3               |
| Partit Socialista Brasiler (Partit Socialista Brasileiro)                             | 3        | 1               |
| Partit Liberal                                                                        | 3        | 1               |
| Partit Comunista Del Brasil (Partit Comunista do Brasil)                              | 2        | 1               |
| Partit Republicà Brasiler (Partit Republicà Brasileiro)                               | 2        | 0               |
| Partido Progresista (Partido Progresista)                                             | 1        | 1               |
| Partido Popular Socialista (Partido Popular Socialista)                               | 1        | 1               |
| Partido Renovador Laborista Brasileño (Partido Renovador Trabalhista Brasileiro)      | 1        | 1               |
| Total                                                                                 | 81       | 27              |